# Kiss×sis
Kiss×sis (jap. キス×シス Kisu×shisu) – manga autorstwa Bowa Ditamy publikowana w latach 2005–2021 nakładem wydawnictwa Kōdansha. Całość została wydana w 25 tomach.
Na podstawie serii powstała OVA wyprodukowana przez studio Feel, która wydawana była od grudnia 2008 do kwietnia 2015, oraz telewizyjny serial anime emitowany od kwietnia do czerwca 2010.

## Fabuła
Keita Suminoe jest uczniem trzeciej klasy gimnazjum, który po ponownym małżeństwie ojca zostaje bratem dwóch sióstr bliźniaczek, Ako i Riko. Siostry nie kryją swoich miłosnych uczuć do chłopca, a nawet publicznie oddają się zalotom. Rodzice Keity zachęcają go, by ten przyjął względy jednej ze sióstr, podczas gdy on sam walczy z chęcią ulegnięcia im. Ako i Riko, mimo że technicznie są rywalkami, często jednoczą się i współdziałają w obmyślaniu planów odsunięcia Keity od każdej innej dziewczyny, która mogłaby się wokół niego kręcić.

## Bohaterowie
- Keita Suminoe (jap. 住之江 圭太 Suminoe Keita)

Seiyū: Ken Takeuchi 
- Ako Suminoe (jap. 住之江 あこ Suminoe Ako)

Seiyū: Ayana Taketatsu 
- Riko Suminoe (jap. 住之江 りこ Suminoe Riko)

Seiyū: Yuiko Tatsumi 
- Miharu Mikuni (jap. 三国 美春 Mikuni Miharu)

Seiyū: Yoriko Nagata (anime), Tomoko Nakamura (OAD 10–11) 
- Mikazuki Kiryū (jap. 桐生 三日月 Kiryū Mikazuki)

Seiyū: Asuka Ōgame 
- Yūzuki Kiryū (jap. 桐生 夕月 Kiryū Yūzuki)

Seiyū: Asami Imai 
- Toda Edogawa (jap. 江戸川 戸田 Edogawa Toda)

Seiyū: Kiyotaka Furushima 
- Chiba Okubo (jap. 大久保 千葉 Okubo Chiba)

Seiyū: Daisuke Matsuo 

## Manga
Pierwszy rozdział Kiss×sis został opublikowany w 2004 roku jako one-shot w magazynie „Shūkan Young Magazine”. Następnie manga zaczęła ukazywać się jako seria w nieistniejącym już dwumiesięczniku „Bessatsu Young Magazine” od 19 grudnia 2005 do 11 sierpnia 2008. Później została przeniesiona do „Shūkan Young Magazine”, w którym ukazywała się od 29 września 2008 do 7 grudnia 2009. 9 grudnia 2009 serię przeniesiono do „Gekkan Young Magazine” (dawniej „Bessatsu Young Magazine”), gdzie publikowana była do 21 września 2021. Kōdansha zebrała jej rozdziały w dwudziestu pięciu tomach tankōbon, wydawanych pod imprintem KC Deluxe, od 6 września 2007 do 18 listopada 2021. Manga jest również wydawana na Tajwanie przez Sharp Point Press.
| Nr | Data wydania (język japoński) | ISBN (język japoński)  |
| -- | ----------------------------- | ---------------------- |
| 1  | 3 września 2007               | ISBN 978-4-06-372344-1 |
| 2  | 1 stycznia 2008               | ISBN 978-4-06-375428-5 |
| 3  | 22 grudnia 2008               | ISBN 978-4-06-375613-5 |
| 4  | 22 maja 2009                  | ISBN 978-4-06-375723-1 |
| 5  | 20 listopada 2009             | ISBN 978-4-06-375829-0 |
| 6  | 4 czerwca 2010                | ISBN 978-4-06-375925-9 |
| 7  | 22 listopada 2010             | ISBN 978-4-06-375998-3 |
| 8  | 22 czerwca 2011               | ISBN 978-4-06-376073-6 |
| 9  | 30 listopada 2011             | ISBN 978-4-06-376158-0 |
| 10 | 6 lipca 2012                  | ISBN 978-4-06-376662-2 |
| 11 | 6 lutego 2013                 | ISBN 978-4-06-376788-9 |
| 12 | 6 listopada 2013              | ISBN 978-4-06-376926-5 |
| 13 | 6 września 2014               | ISBN 978-4-06-377037-7 |
| 14 | 6 kwietnia 2015               | ISBN 978-4-06-358745-6 |
| 15 | 6 grudnia 2015                | ISBN 978-4-06-377347-7 |
| 16 | 6 kwietnia 2016               | ISBN 978-4-06-377455-9 |
| 17 | 4 listopada 2016              | ISBN 978-4-06-393070-2 |
| 18 | 2 maja 2017                   | ISBN 978-4-06-393185-3 |
| 19 | 6 grudnia 2017                | ISBN 978-4-06-510536-8 |
| 20 | 6 lipca 2018                  | ISBN 978-4-06-512017-0 |
| 21 | 6 maja 2019                   | ISBN 978-4-06-514797-9 |
| 22 | 6 marca 2020                  | ISBN 978-4-06-518812-5 |
| 23 | 4 grudnia 2020                | ISBN 978-4-06-521705-4 |
| 24 | 17 czerwca 2021               | ISBN 978-4-06-523672-7 |
| 25 | 18 listopada 2021             | ISBN 978-4-06-525882-8 |

## Anime
W czerwcu 2008 ogłoszono, że animowana adaptacja Kiss×sis zostanie wyprodukowana przez studio Feel. 22 grudnia tego samego roku ukazała się pierwsza OVA w reżyserii Munenoriego Nawy, która została dołączona do trzeciego tomu mangi. Kolejne wydania były dołączane do następnych tomów. Dwunasty a zarazem ostatni odcinek został wydany 6 kwietnia 2015. Motywami przewodnimi OVA są odpowiednio „Futari no Honey Boy” (jap. ふたりのハニーボーイ Futari no hanibōi) w wykonaniu Ayany Taketatsu i Yuiko Tatsumi oraz „Hoshizora monogatari” (jap. 星空物語) autorstwa Nany Takahashi.
Od 5 kwietnia do 21 czerwca 2010 na antenie AT-X emitowano 12-odcinkowy serial anime będący adaptacją mangi. Ocenzurowana prapremiera pierwszego odcinka została wyemitowana online 28 marca 2010. Motywem przewodnim jest „Balance Kiss” (jap. バランスKISS Baransu kisu) w wykonaniu Ayany Taketatsu i Yuiko Tatsumi, a motywem końcowym „Our Steady Boy” autorstwa Yui Ogury i Kaori Ishihary. Motywem kończącym odcinek 12 jest „Futari” (jap. ふたり) w wykonaniu Yui Ogury i Kaori Ishihary. Pierwszy tom DVD został wydany 23 czerwca 2010. W przeciwieństwie do emisji telewizyjnych pozostałych odcinków, niektóre sceny z odcinków od dziewiątego do dwunastego zostały ocenzurowane. Później wydano edycję DVD/Blu-ray bez cenzury.